# Néstor Combin
Néstor Combin (*29. prosince 1940 Las Rosas) je bývalý francouzský fotbalista a reprezentant argentinského původu, který strávil kariéru ve Francii a Itálii.
Hrál jako útočník, zejména za francouzský tým Olympique Lyon.

## Hráčská kariéra

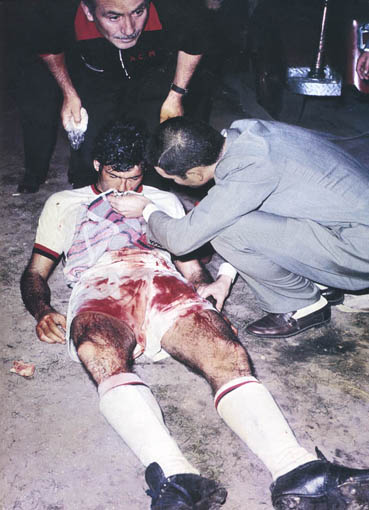
Combin po utkání AC Milán s Estudiantes v Interkontinentálním poháru.

Combin hrál za Olympique Lyon, Juventus FC, SSD Varese Calcio, Turín FC, AC Milán, FC Metz a Red Star FC.
S AC Milán vyhrál Interkontinentální pohár 1969. V nechvalně proslulém odvetném utkání proti argentinskému Estudiantes de La Plata v Buenos Aires byl Combin těžce napaden soupeři, což mělo za následek zlomeninu nosu. Při odchodu ze stadionu byl navíc zatčen federální policií na příkaz soudce, který ho považoval za dezertéra z argentinské povinné vojenské služby (narodil se v Argentině, ale od 18 let působil ve Francii, kde pokračoval v kariéře, aniž by vykonával povinnou vojenskou službu v rodné zemi). Po rozhořčení a mezinárodním tlaku byl propuštěn.
Za Francii hrál 8 zápasů a dal 4 góly. Byl na MS 1966.

## Úspěchy

### Klub
Olympique Lyonnais
- Coupe de France: 1963–64

Juventus
- Coppa Italia: 1964–65

Torino
- Coppa Italia: 1967–68

AC Milán
- Interkontinentální pohár: 1969